# رئیس ستاد
رئیس ستاد (انگلیسی: Chief of staff) رهبر یا رئیس یک سازمان پیچیده مانند نیروهای مسلح یا مؤسسات بزرگ است، که وظیفه پشتیبانی و هماهنگی میان سازمان و مدیران ارشد را برعهده دارد، همچنین در برخی سازمان‌ها، رئیس ستاد ممکن است به‌عنوان دستیار رهبر یا مشاور رئیس‌جمهور در سازمان مذکور فعالیت نماید یا ارشدترین افسر نظامی در سازمان مذکور باشد. به‌طور کلی، یک رئیس ستاد، حائلی میان مدیر اجرایی و تیم گزارش‌دهی ایجاد می‌کند. رئیس ستاد اغلب در پشت صحنه برای حل مشکلات، میانجیگری اختلافات و رسیدگی به مسائل، پیش از آنکه به رئیس اجرایی برسد، فعالیت می‌کند. روسای ستاد به‌عنوان مشاور و معتمد رئیس اجرایی یا رهبر سازمان نیز عمل می‌کنند.